# Wayne Cherry

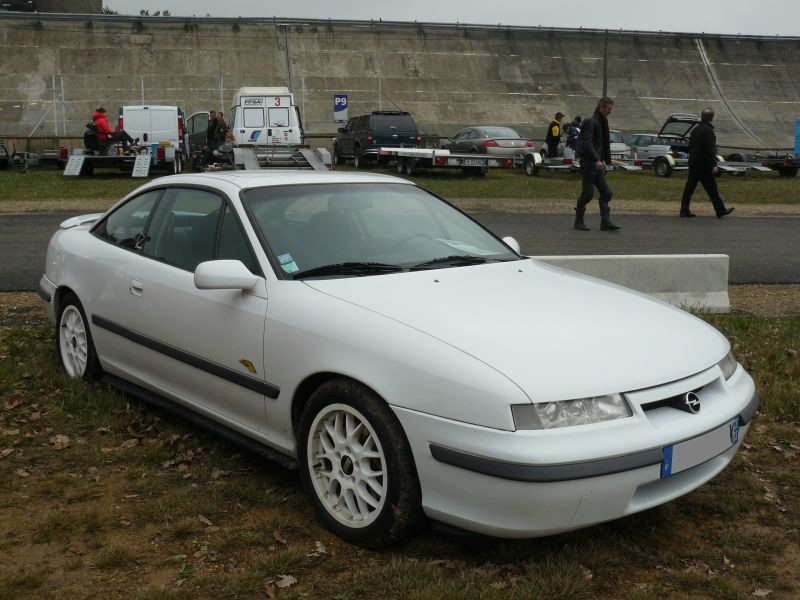
Opel Calibra

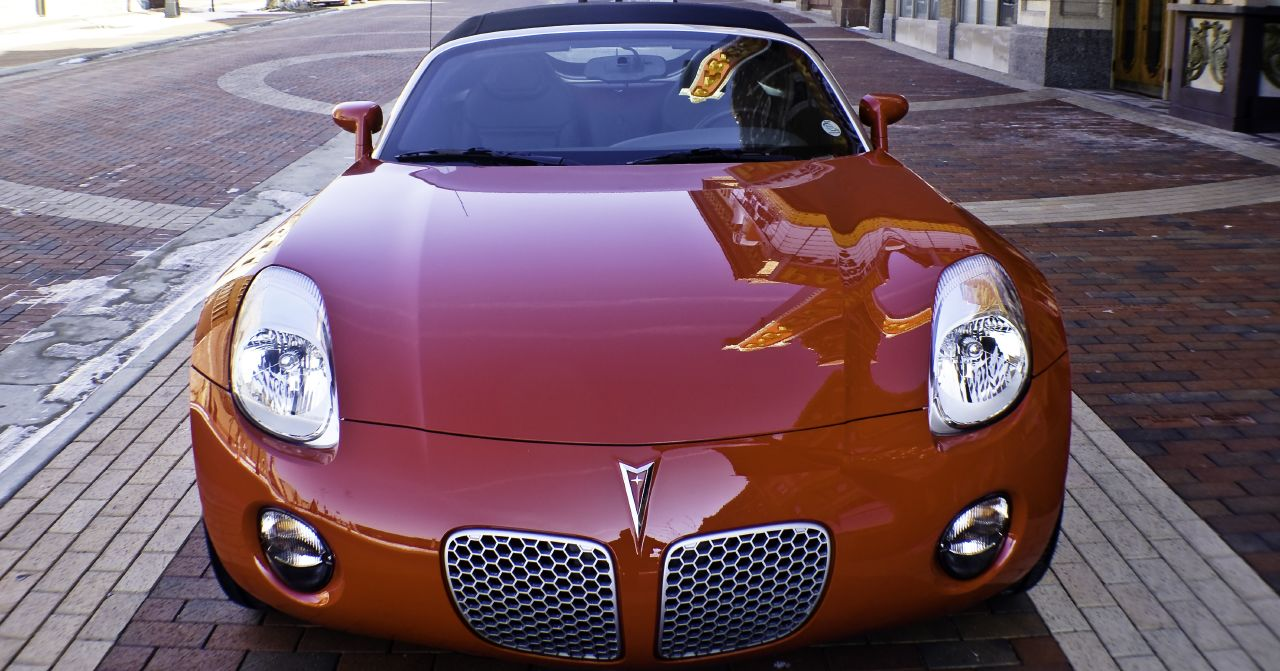
Pontiac Solstice

Wayne K. Cherry (nacido en 1937) es un diseñador de automóviles estadounidense formado en el Art Center College of Design y empleado por General Motors desde 1962 hasta 2004, cuando se jubiló como vicepresidente de diseño. Parte de su carrera se desarrolló en Europa, como responsable de diseño de las marcas Vauxhall y Opel, subsidiarias de GM.

## Semblanza
Cherry nació en 1937 en Indianápolis. En la década de 1950, leyó un artículo sobre el Art Center College of Design y le escribió a la universidad preguntándole cómo convertirse en diseñador de automóviles. La universidad respondió, diciéndole que enviara muestras de sus ideas. Cherry presentó una carpeta que incluía bocetos de automóviles y motores, y fue aceptado en la universidad. Se graduó con una licenciatura en diseño industrial y de transporte a principios de 1962.
Se incorporó a General Motors en 1962, después de graduarse en el Art Center College of Design, inicialmente trabajando en los Estados Unidos como Diseñador Creativo Asociado, formando parte del equipo que diseñó el Chevrolet Camaro/Pontiac Firebird original y del equipo que diseñó el Oldsmobile Toronado de 1966.
En 1965 se trasladó a Vauxhall, subsidiaria británica de General Motors. Realizó su primer proyecto en 1965, bajo la dirección del subdirector de diseño Leo Pruneau trabajando en el prototipo Vauxhall XVR, pasando a ser subdirector de diseño de Vauxhall en 1970.
Ese mismo año, se mostró otro de sus prototipos, el Vauxhall SRV. Bajo Cherry, General Motors lanzó el Vauxhall Firenza en 1973, rediseñado con su perfil aerodinámico "droopsnoot". En 1975 se convirtió en Director de Diseño de Vauxhall.
En 1983, General Motors consolidó las actividades de diseño de sus subsidiarias Vauxhall y Opel. Como parte del plan de consolidación, Cherry se convirtió en director de diseño de la filial Adam Opel AG de General Motors en Rüsselsheim, Alemania, siendo el responsable del diseño general de los turismos de GM en Europa. Durante su tiempo en Opel, supervisó el diseño de los modelos Astra, Corsa, Calibra y Tigra entre muchos otros.
Regresó a los Estados Unidos en 1991 para dirigir los estudios de diseño de las divisiones Chevrolet y Geo de General Motors. En 1992 fue nombrado vicepresidente de diseño de General Motors en todo el mundo, el quinto jefe de diseño en la historia de la compañía. Mientras fue vicepresidente de diseño, supervisó el Pontiac Solstice, el prototipo Cadillac Sixteen, el Hummer H2, el Chevrolet SSR y muchos otros vehículos, incluido el Cadillac CTS presentado en 2002.
Cherry se retiró de General Motors el 1 de enero de 2004.

## Realizaciones
Automóviles diseñados como presidente de diseño de GM:
- 1995-1999 Chevrolet Tahoe
- 1995-1999 GMC Yukon
- 1999-2007 Chevrolet Silverado
- 1999-2007 GMC Sierra
- 2000-2005 Chevrolet Monte Carlo
- 2000-2006 Chevrolet Suburban
- 2000-2006 GMC Yukon XL
- 2000-2006 Chevrolet Tahoe
- 2000-2006 GMC Yukon
- 2003-2006 Chevrolet SSR
- 2007-2014 Chevrolet Silverado
- 2007-2014 GMC Sierra
- 2007-2014 Chevrolet Suburban
- 2007-2014 GMC Yukon XL
- 2007-2014 Chevrolet Tahoe
- 2007-2014 GMC Yukón
- 2002-2009 Hummer H2 (diseño supervisado)
- 1996-1999,2000-2005 Pontiac Bonneville (Nota: Cherry diseñó el Bonneville renovado de los años 1996-99)
- Pontiac Solstice 2006-2010
- 1997-2004 Buick Regal
- 1997-2005 Buick Century
- Cadillac Escalade 1999-2000
- Cadillac DeVille 2000-2005
- Cadillac Escalade 2002-2006
- Cadillac CTS 2003-2007
- 2003 prototipo Cadillac Sixteen

## Reconocimientos
- El Opel Corsa 1993 recibió 20 premios internacionales de diseño.[2]
- En 1999, la Global Automotive Elections Foundation nominó a Cherry entre un grupo de veinticinco diseñadores que competían por la designación como Diseñador Automotriz del Siglo.
- En junio de 2013, Cherry recibió un premio Lifetime Achievement Award del Instituto de Oftalmología de Detroit.[7]